# 榴岡站

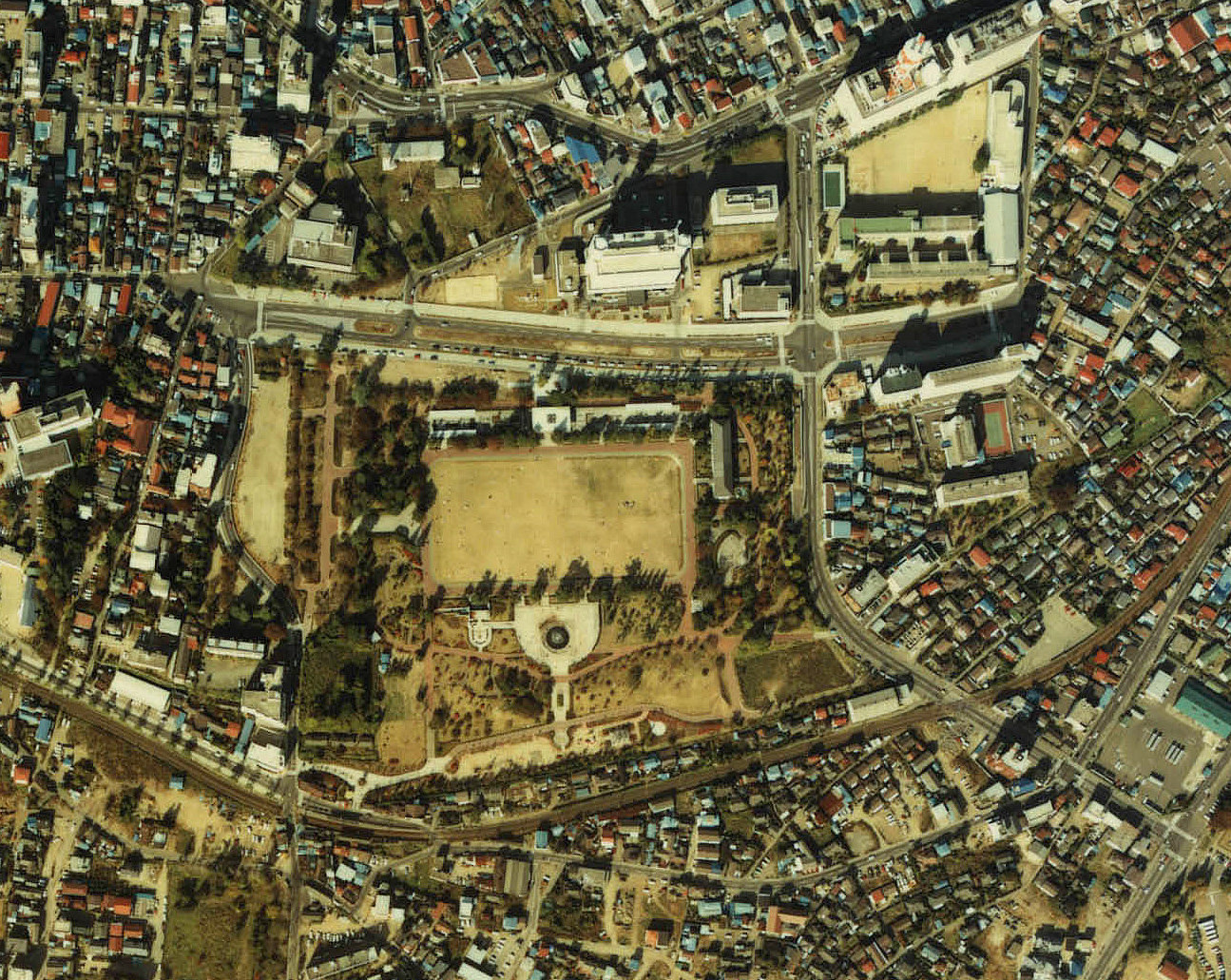
日本國土交通省於1984年拍攝的航空圖片，榴岡站（地面時代）的月台上蓋及附近路軌位清楚顯示於榴岡公園的南端。

榴岡站（日语：／ Tsutsujigaoka eki */?）是一由東日本旅客鐵道（JR東日本）所經營的鐵路車站，位於日本宮城縣仙台市宮城野區內，2000年因應仙台線於仙台市內地下化工程而遷移至地底。

## 車站構造
現時使用中為第3代站房，設於地底，地下1樓為售票大堂及公共通道；地下2樓為月台層。
至於地面時代，車站位處榴岡公園南口旁，共經歷2代站房。其中第2代站房於1991年改建，為部份兩層高的鋼架站舍，中央為開放式閘口；右側為附設自助售賣機的候車室；左側兩層高部份為售票窗口、自動售票機及員工工作室。
地下化後，有關站房及路軌亦被拆走，原站房位置現時改為行人道的一部份，而附近的原來路軌段落亦大都改為行車路及新建民房用地。

### 月台配置
| 月台 | 路線    | 方向 | 目的地           |
| ---- | ------- | ---- | ---------------- |
| 1    | ■仙石線 | 下行 | 石卷方向         |
| 2    | ■仙石線 | 上行 | 仙台、青葉通方向 |

## 相鄰車站
東日本旅客鐵道
■仙石線
仙台－榴岡－宮城野原

## 外部連結
- JR東日本－榴岡站（日語）